# لوپئول
لوپئول (به انگلیسی: Lupeol) یک ترکیب شیمیایی با شناسه پاب‌کم ۲۵۹۸۴۶ است. 